# 崎子腳 (新北市)
崎子腳，原寫為崎仔腳，是台灣新北市泰山區中部的一個舊地名，範圍包括貴子里東北端、貴賢里貴子坑以西最北端及東北角大學新村一帶北半部、新明里東南角及東北端除外部分、明志里西南半部、大科里東南部。

## 歷史
台灣清治末期至日治前期，崎子腳地區為一街庄，稱為「崎仔腳庄」，隸屬於八里坌堡。該庄東北與義學庄、頂田心仔庄為鄰，東南與海山頭庄為鄰，西南邊為貴仔坑庄，西邊及北邊為大窠坑庄。
1920年（日治大正九年），該庄改制並雅化為「崎子腳」大字，隸屬於臺北州新莊郡新莊街，大字之下設有「崎子腳」、「大崎頭」小字名。戰後新莊街改制為新莊鎮，隸屬於臺北縣，大字亦改制為里。1950年3月泰山、新莊分治，崎子腳地區改隸屬於新成立的泰山鄉，大部分劃入明志村、其餘劃入貴子村、大科村。1991年6月，明志村明志路以東地區拆分為新明村。2010年12月臺北縣改制為新北市，泰山鄉改制為泰山區，村再度改制為里。

## 交通
省道台1線經過崎子腳地區東南端，往東北轉東可前往臺北、基隆等地，往西南可前往桃園、新竹及中南部地區。縣道107號經過本地區東部，往北可前往五股，往南可前往樹林。

## 學校
- 明志科技大學（小部分）

## 醫院
- 輔仁大學附設醫院（小部分）

## 廟宇
- 頂泰山巖（市定古蹟）